# Лейк-Форест (Каліфорнія)
Лейк-Форест (англ. Lake Forest) — місто (англ. city) в США, в окрузі Орандж штату Каліфорнія. Населення — 85 858 осіб (2020).

## Географія
Лейк-Форест розташований за координатами 33°40′2″ пн. ш. 117°40′7″ зх. д. / 33.66722° пн. ш. 117.66861° зх. д. (33.667243, -117.668574). За даними Бюро перепису населення США в 2010 році місто мало площу 46,37 км², з яких 46,14 км² — суходіл та 0,22 км² — водойми. В 2017 році площа становила 43,28 км², з яких 43,08 км² — суходіл та 0,20 км² — водойми.

## Демографія
Згідно з переписом 2010 року, у місті мешкали 77 264 особи в 26 224 домогосподарствах у складі 19 612 родин. Густота населення становила 1666 осіб/км². Було 27088 помешкань (584/км²).
Расовий склад населення:
| - 70,3 % — білих - 13,1 % — азіатів - 1,7 % — чорних або афроамериканців - 0,5 % — корінних американців - 0,2 % — вихідців з тихоокеанських островів - 9,4 % — осіб інших рас |

До двох чи більше рас належало 4,8 %. Частка іспаномовних становила 24,6 % від усіх жителів.
За віковим діапазоном населення розподілялося таким чином: 24,7 % — особи молодші 18 років, 66,1 % — особи у віці 18—64 років, 9,2 % — особи у віці 65 років та старші. Медіана віку мешканця становила 37,2 року. На 100 осіб жіночої статі у місті припадало 98,7 чоловіків; на 100 жінок у віці від 18 років та старших — 96,5 чоловіків також старших 18 років.
Середній дохід на одне домашнє господарство становив 111 678 доларів США (медіана — 91 254), а середній дохід на одну сім'ю — 124 170 доларів (медіана — 108 782). Медіана доходів становила 69 741 долар для чоловіків та 52 559 доларів для жінок. За межею бідності перебувало 7,4 % осіб, у тому числі 8,2 % дітей у віці до 18 років та 6,8 % осіб у віці 65 років та старших.
Цивільне працевлаштоване населення становило 43 502 особи. Основні галузі зайнятості: освіта, охорона здоров'я та соціальна допомога — 18,9 %, науковці, спеціалісти, менеджери — 13,9 %, виробництво — 13,0 %.